# Ménil-Jean
Ménil-Jean är en kommun i departementet Orne i regionen Normandie i nordvästra Frankrike. Kommunen ligger i kantonen Putanges-Pont-Écrepin som tillhör arrondissementet Argentan. År 2018 hade Ménil-Jean 118 invånare.

## Befolkningsutveckling
Antalet invånare i kommunen Ménil-Jean
| Referens: INSEE |